# ウソスコア
ウソスコアとは、コンピュータゲームのハイスコア（またはクリアタイム）の集計において、正当でない方法で出したスコア（タイム）のことをいう。「嘘スコア」とも表記される。
例としては、
- 全く出してもいないスコア
- 規則に違反して難易度などの設定を変更した状態のスコア
  - 改造ツール（プロアクションリプレイなど）でチートを加える（自機を無敵の状態にするなど）
  - 既知または未知のバグを利用し、スコアを増やしたりタイムを縮めたりする

などがある。

## 解説
『ゲーメスト』や『アルカディア』などで開催のアーケードゲームにおけるハイスコア集計は、証拠となるプレイ画面の写真や動画などを送る必要はなく、自己申告でスコアのみを記入する形式であることが多いため、完全に申請者の良心を信頼する形になる。
申請するにあたり、参加する店舗側の確認も取る必要があるが、店舗側もまた広い意味で申請者といえる。また、家庭用ゲームのハイスコア集計の場合、プレイ時の動画を収録したビデオや、セーブデータの入ったメモリーカードなどの提出を義務付けるケースもある。これらは雑誌編集部などの集計母体によって方針が異なる。もっとも、近年の家庭用ゲームではスコアの概念そのものが存在しないゲームが大半であり、システム上にスコアの概念があっても形骸化していることがほとんどであるため、近年ではアーケードゲームに限った事象といえる。
この結果、虚偽の報告が送られることがあり、また、そのスコアが全国一位（全一）となってしまうこともあった。

## 嘘の発覚
ただ、いくら虚偽のスコアを申請したとしても、意外と簡単に発覚するケースは多い。

### 基本的な一例
ウソスコア発覚の端緒で最も基本的なものは、最少得点の桁で本来ありえない数字が記載されている場合である。得点の最小単位が50点または100点（=50の倍数）なのに、申請された得点の下2桁が（50の倍数では）ありえない「01～49・51～99」になっているのがその例。コンティニューした場合、スコアを一旦0点にリセットし、さらにコンティニューした証として最小単位よりも小さい「1点」を付加するゲームもあるため、完全に嘘と断定できないケースもあるが、そもそもコンティニューで出したスコアは有効な記録ではない。
有名な事件としては、『ファミリーコンピュータMagazine』（徳間書店インターメディア）で創刊時から人気のあった「ハイスコアルーム」にて、スクリーンショットを合成した画面写真を送ってハイスコアを申告し、不正が見破られずに掲載された事件が存在する。投稿者のペンネームより「スーパータイガー事件」と呼ばれ、読者がハイスコア写真を検証して指摘した結果偽造が発覚し、スクリーンショットをX1で加工したものと判明した。
また、PS用ソフト『ザナック ネオ』のインターネットランキングにおいて、特定のステージでプレイした場合、通常では達成不可能なスコア（999,999,999点でカンスト）が掲載されたことを受け、販売元のコンパイル（現在は倒産）はインターネットランキング上位入賞者に「ゲームプレイの動画」を提出するよう義務つけるようになったという事件もあった。後にこのハイスコアはプロアクションリプレイによる改造コードを使用して出したものだということが判明している。
先述のように、改造ツールを悪用したスコアコンテスト参加者はディスクシステムの時代から横行し、景品が貰えるコンテスト程その手の参加者が多く見られ、問題となるケースがあったとされる。
例えばSFCで発売された『鮫亀』のハイスコアコンテストではNINTENDO 64が景品となっていたが、改造ツールを使ったユーザーによるハイスコアが多かったという。応募のために必要なパスワードで、ハドソン側がツール使用の有無を判別していたようで、該当するユーザーの景品獲得権利は剥奪されたといわれている。
似たケースとして、自社ソフト専用の改造ツールに準ずるソフトを発売していたコナミの一部MSXソフトにも、自社のコンテストにおいてツール使用の判別ができる仕組みの数列表示を採用していた。これはグラディウス2発売直後に行われたハイスコアコンテストで「コナミのゲームを10倍楽しむカートリッジ(10倍カートリッジ)」を使えないようにした措置だった。
2004年発売の『グラディウスV』のスコアコンテストでのツール使用者と思われるランキング入りの指摘があったが、コナミ側の「ユーザーの判断に任せる」旨の発言がユーザーの間で論議・問題となったことがある。こちらも上位ランキング入賞者には景品が贈呈されていた。
これらの問題があるためか、現在ではメーカー主催の家庭用ゲーム機の応募型スコアコンテストにあたるイベントは皆無に等しい。ただし、アーケードゲームのネット通信によるスコア登録の様に不正（スコア改造）の余地がない場合もあるが、上達者による替え玉を使っているケースが問題となっている。また、『ポケットモンスター』シリーズの対戦イベントにおいては、参加者のセーブデータをチェックし、裏ステータスである「性格値」「裏ID（表IDと対応した5桁の数字）」「名前変更フラグ」等を確認することで「正規の手段で育てたデータ」か、「改造ツールで改ざんされたデータ」かを判別している。『湾岸ミッドナイト MAXIMUM TUNEシリーズ』においては『3』以前に不正にカードを複製するコピーカードが問題となり、『3DX』ではコピーカード対策が実施されるだけでなく2009年9月をもって走行距離ランキングを廃止、『3DX+』ではインターネットランキングが開催されなくなり『4』からはパスワードではなくオンライン接続によるランキング参加に変更された。